# Барамидзе, Александр Георгиевич
Александр Георгиевич Барамидзе (груз. ალექსანდრე გიორგის ძე ბარამიძე; 27 марта [9 апреля] 1902 или 27 марта 1902, Джунецери, Ланчхутский муниципалитет — 30 декабря 1994, Тбилиси) — грузинский писатель, литературовед, академик АН Грузинской ССР (с 1961), заслуженный деятель науки Грузинской ССР (с 1946).
Исследователь древней грузинской письменности, руствелолог.

## Биография

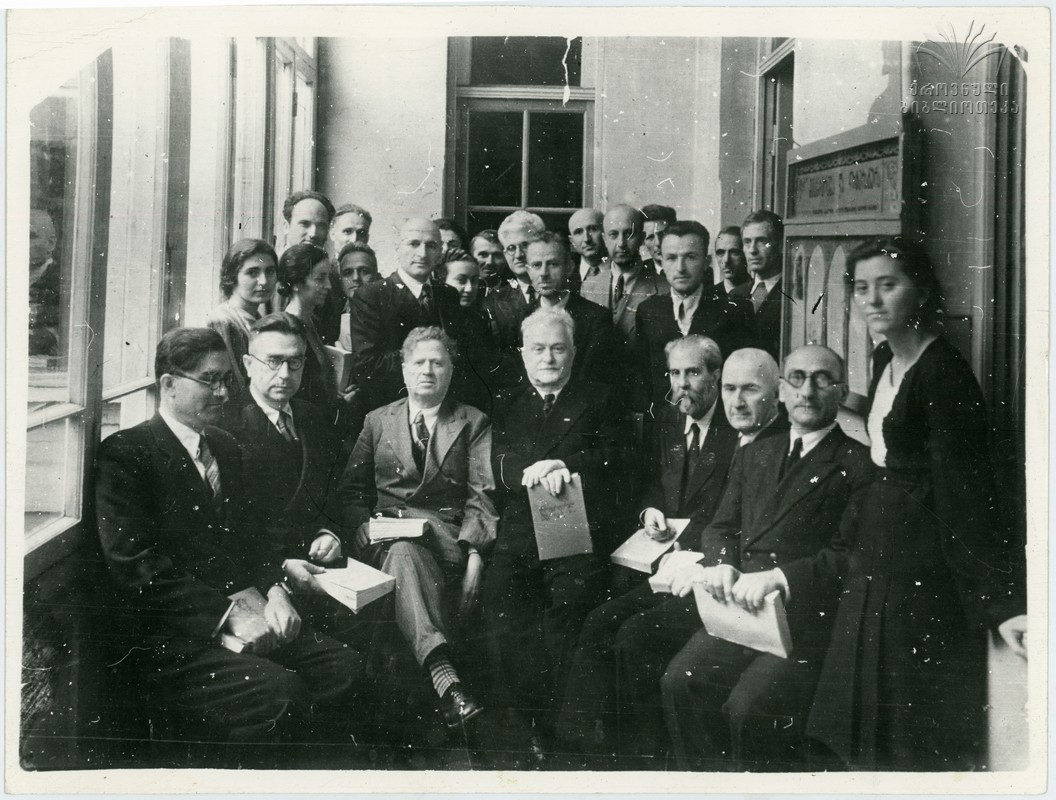
В здании Академии наук после конференции. 1945. Барадмидзе — крайний слева.

Первоначально учился в гимназии Поти, а с 1918 года — в гимназии в Хашури. В 1920 году окончил Хашурскую гимназию и поступил на философский факультет Тбилисского государственного университета. В 1925 году окончил университет.
Преподавал там же, 1962—1970 гг. — заведующий отделом истории древнегрузинской литературы ТГУ.
Директор Института истории источников (1966—1985).
В книги «Из истории культурных взаимоотношений Грузии и Украины» (грузинский, Тбилиси, 1954), соавтором которой является Барамидзе, значительное место отведено Тарасу Шевченко.
Лауреат премий И. Джавахишвили, К. Кекелидзе и И. Чавчавадзе.
Похоронен в пантеоне Дидубе (на территории Дидубийской церкви).